# エリトリア国防軍
エリトリア国防軍（エリトリアこくぼうぐん、ティグリニャ語:ሓይልታት ምክልኻል ኤርትራ）はエリトリアの軍事組織。エリトリアにおける軍の主な役割は、外部の侵略者からの防衛、国境警備、国家の団結の発展である。

## 歴史
エリトリア軍の前身であるエリトリア人民解放戦線（EPLF）は、1991年のエリトリア独立戦争中のエチオピアからの独立の確立と防衛に大きな役割を果たした。それ以来、軍はエチオピア、ジブチやイエメンを含む他のいくつかの近隣諸国との紛争に関与し続けており、最も注目に値するのは1998年から2000年までのエチオピア・エリトリア戦争であり、この戦争はエチオピア軍の一部が参加する形で終結した。この国は近隣諸国に比べて人口が少なく、国家奉仕の義務により約25万人から30万人の人員がいるにもかかわらず、アフリカ最大かつ有能な軍隊の一つであると広く考えられている。エチオピアとの戦争以来、徴兵制は無制限となり、動員解除は行われていない。